# Calocedrus formosana
Calocedrus formosana är en cypressväxtart som först beskrevs av Carl Rudolf Florin, och fick sitt nu gällande namn av Carl Rudolf Florin. Calocedrus formosana ingår i släktet Calocedrus och familjen cypressväxter. Inga underarter finns listade i Catalogue of Life.
Arten är bara känd från åtta områden på Taiwan. De ligger allmänt mellan 800 och 2000 meter över havet. Calocedrus formosana bildar trädansamlingar eller mindre skogar tillsammans med andra träd bland annat från släktet Castanopsis samt Pseudotsuga sinensis och Taiwania cryptomerioides.
Trots förbud fälls flera exemplar av arten. Några skogar avverkas i samband med etablering av jordbruks- eller betesmark. Mindre skyddsområden blev inrättade och nya individer avlas fram med hjälp av frön. IUCN kategoriserar arten globalt som starkt hotad.

## Bildgalleri

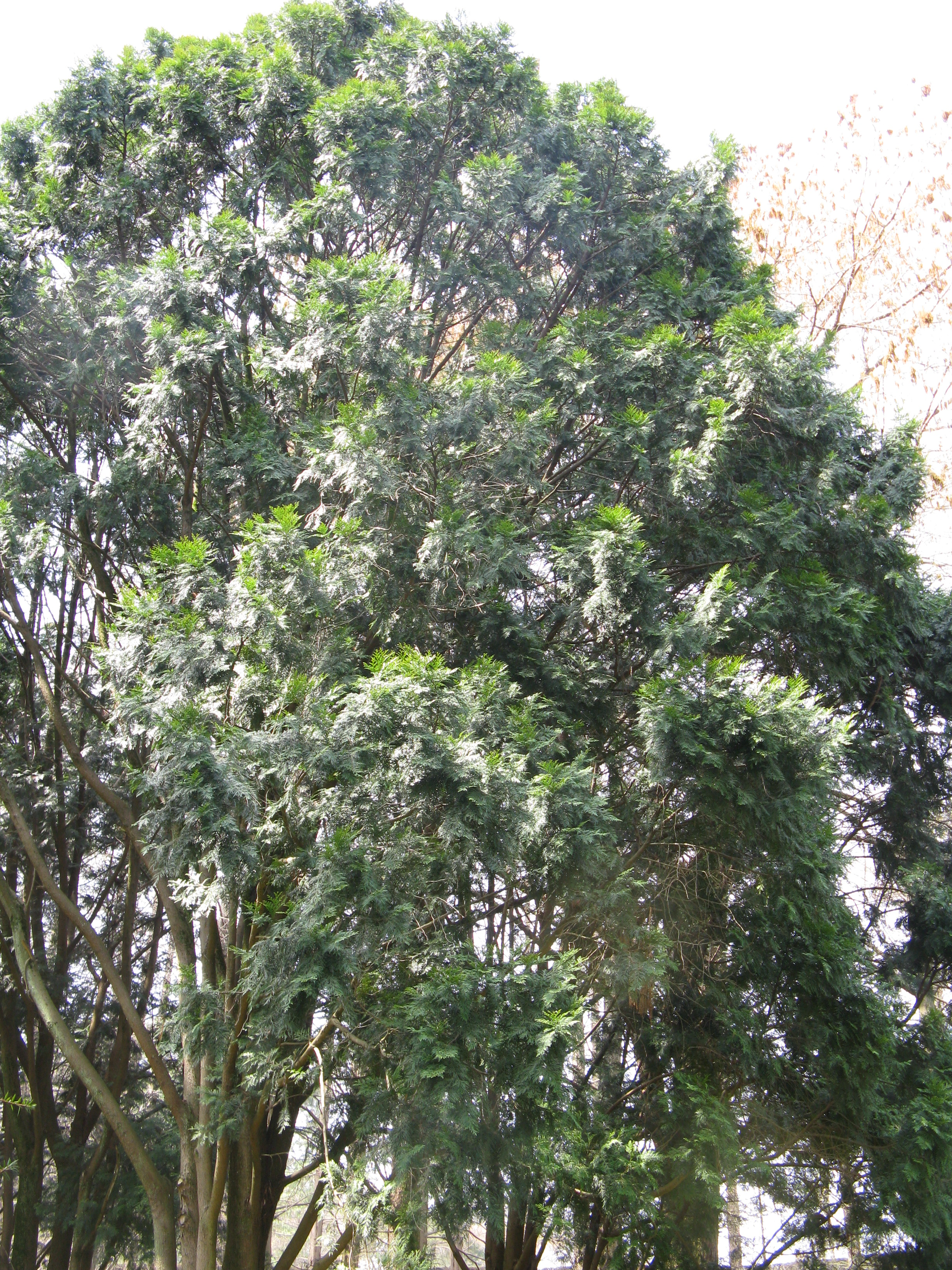
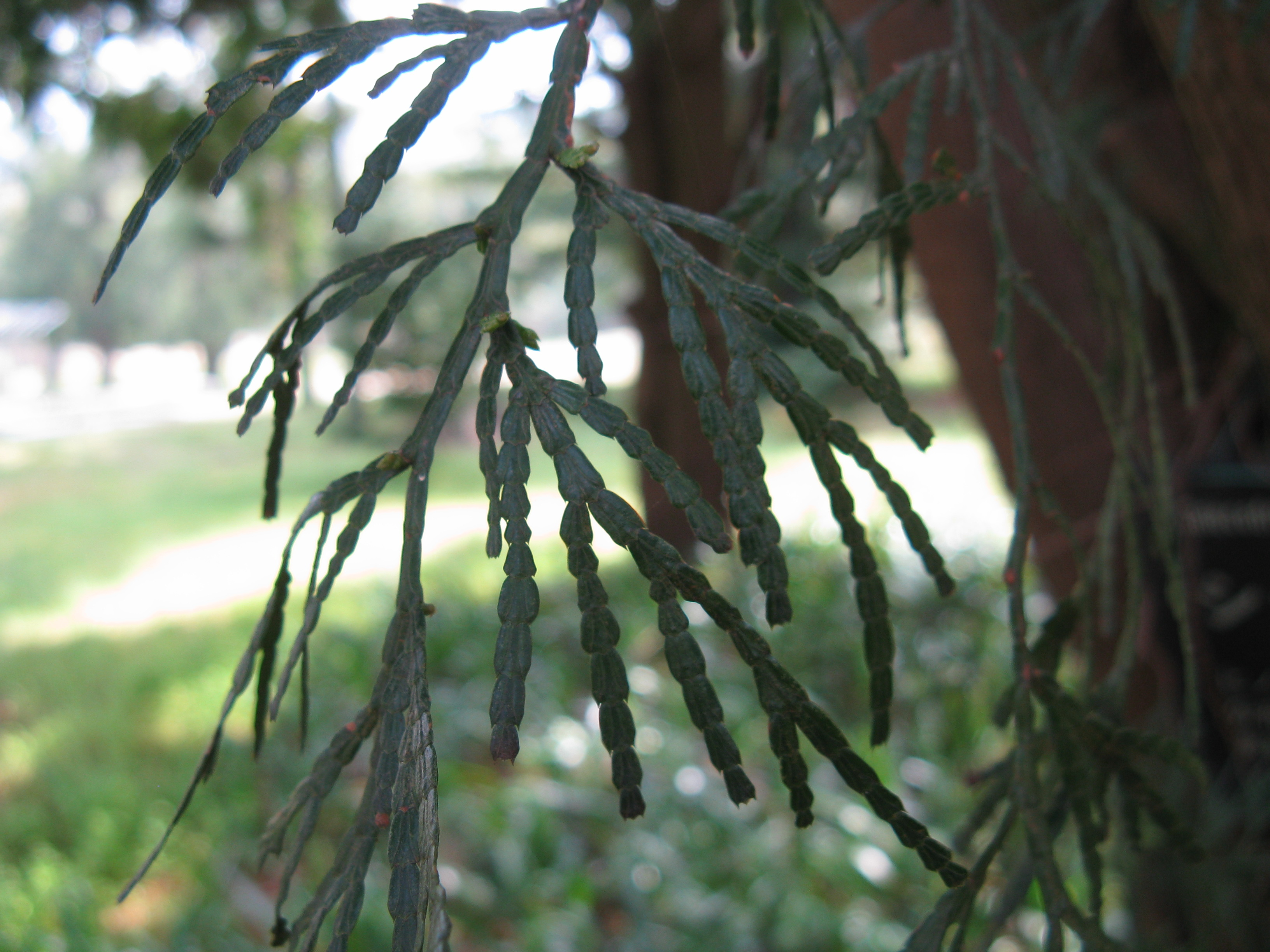
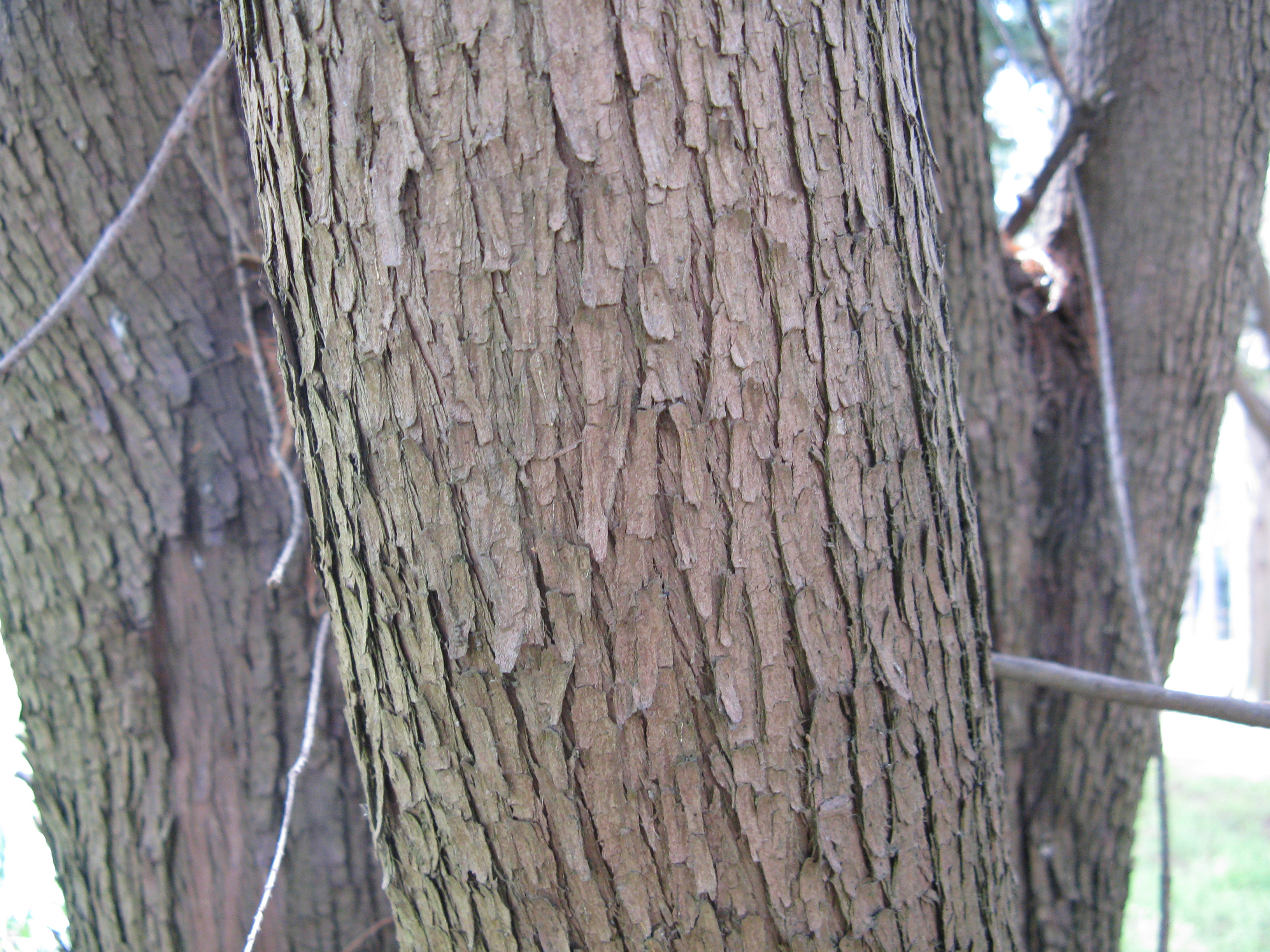